# Амбар у Засавици
Амбар у Засавици је грађевина која је саграђена почетком 20. века. С обзиром да представља значајну историјску грађевину, проглашен је непокретним културним добром Републике Србије. Налази се у Засавици II, под заштитом је Завода за заштиту споменика културе Сремска Митровица.

## Историја
Амбар је подигнут крајем 19. или почетком 20. века, саграђен је од дасака са кровом на четири воде покривен бибер црепом. Унутрашњост је издељена на мање и веће преграде што доказује да је служио за смештај различитих жита. Без декоративних је елемената, истиче се по механизму за закључавање. Дрвени кључ и брава су у потпуности израђени од дрвета и још увек у функцији. У централни регистар је уписан 27. децембра 1999. под бројем СК 1574, а у регистар Завода за заштиту споменика културе Сремска Митровица 8. децембра 1999. под бројем СК 137.